# الهاد نظیرلی
الهاد نظیرلی (ترکی آذربایجانی: Elhad Nəziri؛ زادهٔ ۲۹ دسامبر ۱۹۹۲) بازیکن فوتبال اهل جمهوری آذربایجان است.
از باشگاه‌هایی که در آن بازی کرده‌است می‌توان به باشگاه فوتبال روان باکو، باشگاه فوتبال پترولول پلویشت، باشگاه فوتبال نفت‌چاله، باشگاه فوتبال ارس-نخجوان، و باشگاه فوتبال شماخی اشاره کرد.
وی همچنین در تیم ملی فوتبال جمهوری آذربایجان بازی کرده‌است.